# 新谷義人
新谷 義人（しんたに よしひと、1981年12月7日 - ）は、日本の重量挙げ選手である。日本代表として、2008年北京オリンピックで、男子軽量級（69kg）に出場した。シングルモーションで135kgを持ち上げスナッチした。2部では175kgを持ち上げ、この大会で10位に入賞した。

## 来歴
福井県小浜市出身。小浜市立小浜中学校、福井県立小浜水産高等学校を経て、大阪商業大学卒業。

## 受賞歴
- 北京オリンピック 8位[4][2]
- アジア選手権大会 準優勝
- 全日本選手権優勝 7回
- 国民体育大会優勝 8回
- マスターズM35（69kg級） 日本記録保持者